# Farroupilha (Porto Alegre)
Farroupilha es un barrio de la ciudad de Porto Alegre, Brasil. Fue creado por la Ley 2,022 del 7 de diciembre de 1959 y modificada por la Ley 12,112 de 22 de agosto de 2016.

## Historia[2]
Antiguamente llamada "Várzea do Portão", el área que hoy ocupa el barrio de Farroupilha era una gran planicie inundable y poco habitada que servía de espacio público y de zona de pastoreo de ganado. 
Por disposición de la Cámara de la Provincia, el área se transformó en el "Campo do Bom Fim" y, luego, en el "Campo da Redenção". Actualmente es conocida como Parque Farroupilha (o "Parque da Redenção") y es el parque más antiguo de la ciudad. Su ajardinamiento se inició en 1925 durante la gestión del alcalde Otávio Rocha. Luego, bajo la administración del alcalde Alberto Bins, se continuó con el drenaje del área, su nivelamiento y su arborización conforme a un proyecto inspirado en Alfredo Agache para la Exposición del Centenario de la Revolución Farroupilha.
Además del parque, el desarrollo de Farroupilha está ligado también a la Universidad Federal de Río Grande del Sur (UFRGS), ya que parte de su campus central, incluyendo su rectorado se ubica en esta zona, y a dos instituciones educativas tradicionales como son el Colegio Militar y el Instituto de Educación.